# I Married a Witch
I Married a Witch (bra: Casei-Me com uma Feiticeira; prt: Casei com uma Feiticeira) é um filme estadunidense de 1942, do gênero comédia fantástica, dirigido por René Clair e estrelado por Fredric March e Veronica Lake. Visto como um dos melhores, se não o melhor, dos filmes que Clair dirigiu em Hollywood, ele é também, segundo Ken Wlaschin, um dos dez melhores da estrela Veronica Lake.
A produção foi indicada para o prêmio Oscar, na categoria de Melhor Trilha Sonora (drama ou comédia).
Em um caso único na história do cinema, I Married A Witch, juntamente com The Crystal Ball e Young and Willing, ambos de 1943, e ainda vários faroestes B do cowboy Hopalong Cassidy, todos produzidos pela Paramount Pictures, foram vendidos para a United Artists, que estava com poucos produtos para oferecer. A United distribuiu todo o lote como se fossem produções da fictícia Screen Guild Productions.

## Sinopse

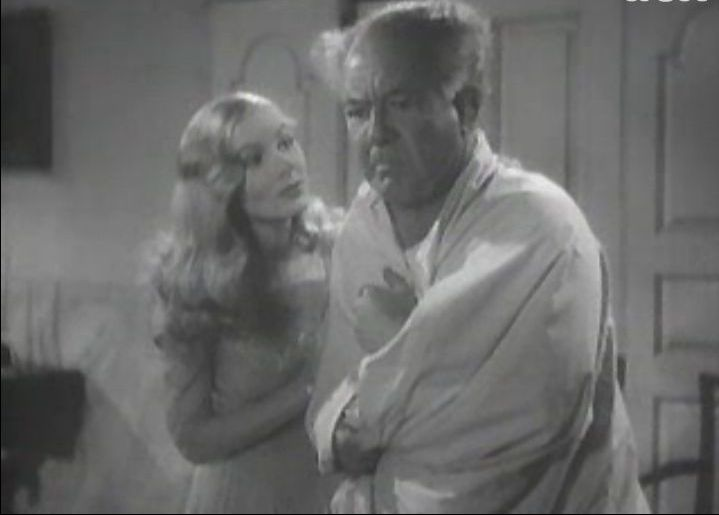
Veronica Lake e Cecil Kellaway

Jennifer e seu pai Daniel são queimados por bruxaria em uma fogueira,  na Salem do século XVII. Enquanto ardem, Jennifer joga uma praga na família de Jonathan Wooley, o puritano responsável por suas mortes: a partir daí, todos os membros masculinos da família Wooley estão condenados a ser infelizes no casamento.
Agora, estamos em 1942, na mesma cidade. Wallace Wooley é candidato a governador e está noivo de Estelle Masterson, filha de seu mentor, J.B. Masterson. Um raio atinge a árvore onde Jennifer e Daniel foram executados, o que libera seus espíritos. Jennifer tudo faz e finalmente consegue que Wallace se apaixone por ela e eles se casam. Como Wallace não acredita que ela seja uma bruxa, Jennifer se empenha em ajudá-lo a ganhar a eleição.
Daniel, contudo, não está nada satisfeito com a marcha dos acontecimentos e age intempestivamente, com consequências nefastas para o casal—e para ele, também.

## Elenco
| Ator/Atriz          | Personagem                                   |
| ------------------- | -------------------------------------------- |
| Fredric March       | Jonathan, Nathaniel, Samuel e Wallace Wooley |
| Veronica Lake       | Jennifer Wooley                              |
| Robert Benchley     | Dr. Dudley White                             |
| Susan Hayward       | Estelle Masterson                            |
| Cecil Kellaway      | Daniel                                       |
| Elizabeth Patterson | Margaret                                     |
| Robert Warwick      | J.B. Masterson                               |

## Prêmios e indicações
| Prêmio     | Categoria            | Recipiente | Situação |
| ---------- | -------------------- | ---------- | -------- |
| Oscar 1943 | Melhor trilha sonora | Roy Webb   | Indicado |